# Félix Bouré

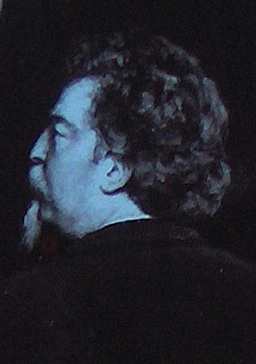
Bouré uitgelicht uit een groepsportret

Antoine Félix Bouré (Brussel, 18 juli 1831 - Elsene, 8 april 1883) was een Belgisch beeldhouwer-animalier, gespecialiseerd in kolossale leeuwen. 

## Opleiding
Hij was de zoon van Jean-Guillaume Bouré en Adelaïde Mousson. In de voetsporen van zijn acht jaar oudere broer Paul Bouré studeerde hij van 1846 tot 1852 aan de Kunstacademie Brussel, waar hij les kreeg van Louis Jéhotte. De getalenteerde Paul stierf terwijl zijn broer nog aan de academie zat. Ook Félix' volgende stappen waren zoals zijn broer. Hij werkte in het atelier van Willem Geefs en ging in 1853 inwonen bij zijn oom Prosper Bouré in Firenze. Gretig bezocht hij de Uffizi en andere plekken waar hij klassieken kon kopiëren. Ook ging hij er in de leer bij Aristodemo Costoli (1803-1871), die vandaag vooral wordt herinnerd omdat hij de David van Michelangelo met een schadelijk solvent restaureerde. 

## Werk
De eerste officiële bestellingen voor Bouré kwamen in 1861. In Brussel mocht hij gevelbeelden leveren voor het Stadhuis, sculpturen voor het Hof van Cassatie en een Vrijheid van vereniging voor het Paleis der Natie (1864). In deze periode werd hij lid van de loge Les Vrais Amis de l'Union et du Progrès Réunis, zoals zijn vriend Charles-Auguste Fraikin. Ook mocht hij twee poorten van de Antwerpse Brialmontvesting decoreren voor architect Félix Pauwels. Telkens ging het om een samenwerking met Armand Cattier. Voor de Mechelsepoort ontwierpen ze elk een leeuw en voor de Spoorbaanpoort maakte Cattier een Boduognat en Bouré een Ambiorix. Hij maakte er een bebaarde figuur in dierenvel van, wat enigszins botste met de toenmalige snorrenmode. 
Na enkele exposities in het privémuseum van de schilder Virginie Bovie stond Bouré in 1868 mee aan de wieg van de Société Libre des Beaux-Arts, een progressieve kring die de salonkunst concurrentie aandeed. Met Charles Van der Stappen was hij de enige beeldhouwer in de vereniging, waar hij tot 1875 regelmatig tentoonstelde. Hij was in de jaren 1870 ook bevriend met Auguste Rodin, die toen in Brussel werkte. Op het plagiaatproces tegen Rodin getuigde Bouré dat De Bronstijd wel degelijk tot stand was gekomen naar een levend model. Zelf maakte hij in die periode twee leeuwen voor het Paleis der Academiën in Brussel (1872). Datzelfde jaar  toonde hij op de Salon van Brussel Het kind met de hagedis, een bekend stuk van hem maar enigszins atypisch omdat het voor de privémarkt was gemaakt. 
De bestellingen van kolossale leeuwen bleven komen: een verbronst zinken exemplaar voor de Leopoldpoort aan de Belliardstraat, het paar Totor et Tutur voor het gerechtsgebouw van Charleroi, en een viertal voor de Koningsstraat. Waarschijnlijk inspireerde hij zich op de Franse animalier Frédéric-Auguste Bartholdi. In 1878 maakte hij een zittende leeuw van meer dan 13 meter hoog voor de Gileppestuwdam, die op zijn beurt Bartholdi kan hebben beïnvloed. Hij werd opgebouwd uit verzaagde stenen.
Andere publieke opdrachten van Bouré waren een fronton voor het Koninklijk Conservatorium Brussel en portaalsculpturen voor het Justitiepaleis (twee meer dan levensgrote standbeelden van Cicero en Ulpianus en in 1883 twee naar elkaar gekeerde griffioenen). Hij maakte ook de grafbuste van de architect van het gebouw, Joseph Poelaert, naast borstbeelden van de chirurg Limange en de architect Jan van Ruysbroeck (voor de gevel van de KMSKB).
Bij de dood van Bouré op de leeftijd van 51 loofde het tijdschrift L'Art Moderne zijn productie door ze af te zetten tegen die van zijn oude leermeester Geefs, die nog leefde. De conclusie luidde: Bouré heeft weinig voortgebracht, maar alles is mooi, alles wijst op de lange en pijnlijke baring van sterk werk. Voor zijn graf op de begraafplaats van Elsene had hij een medaillon gemaakt met een zelfportret, naast dat van zijn broer Paul. 

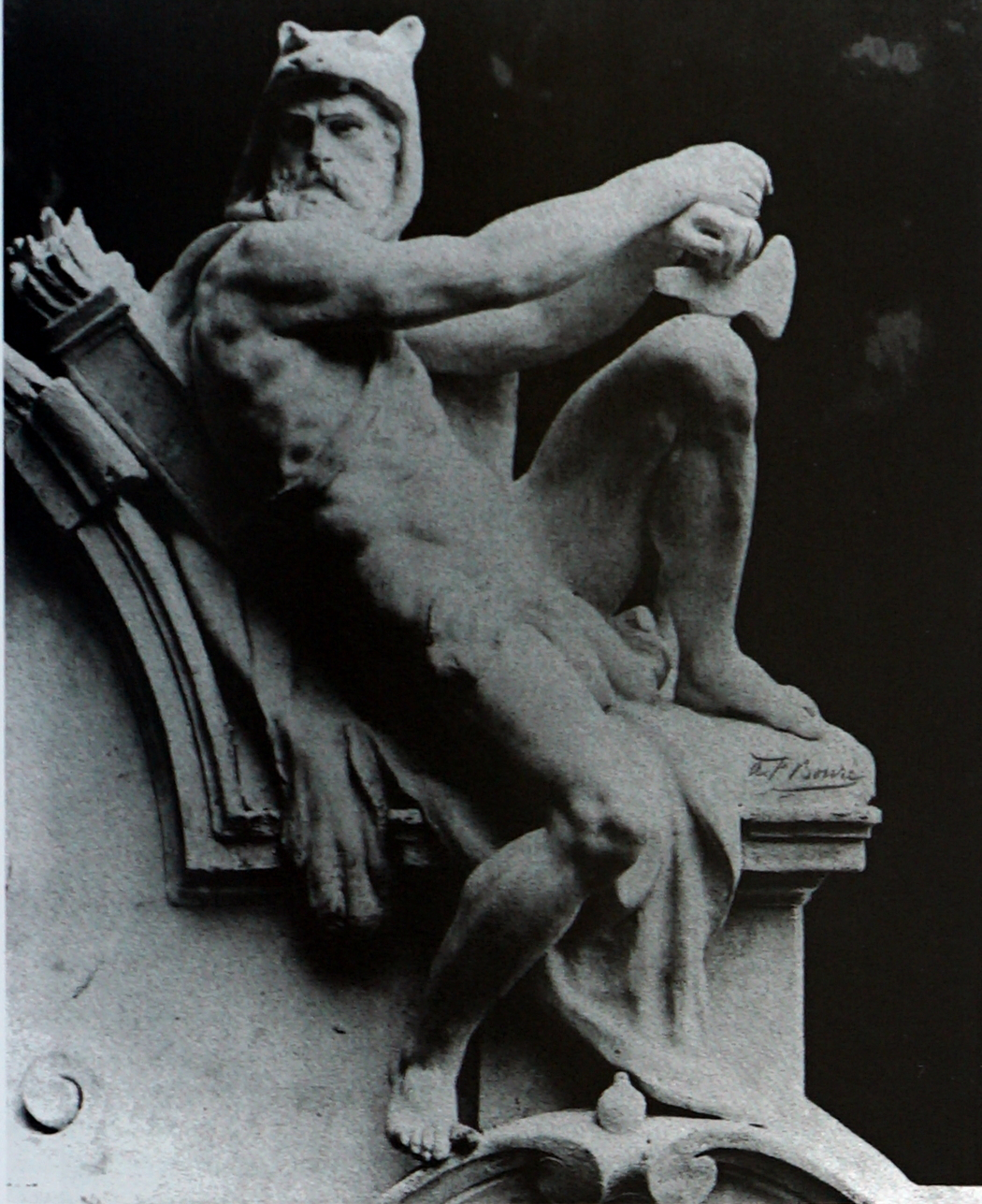
Ambiorix
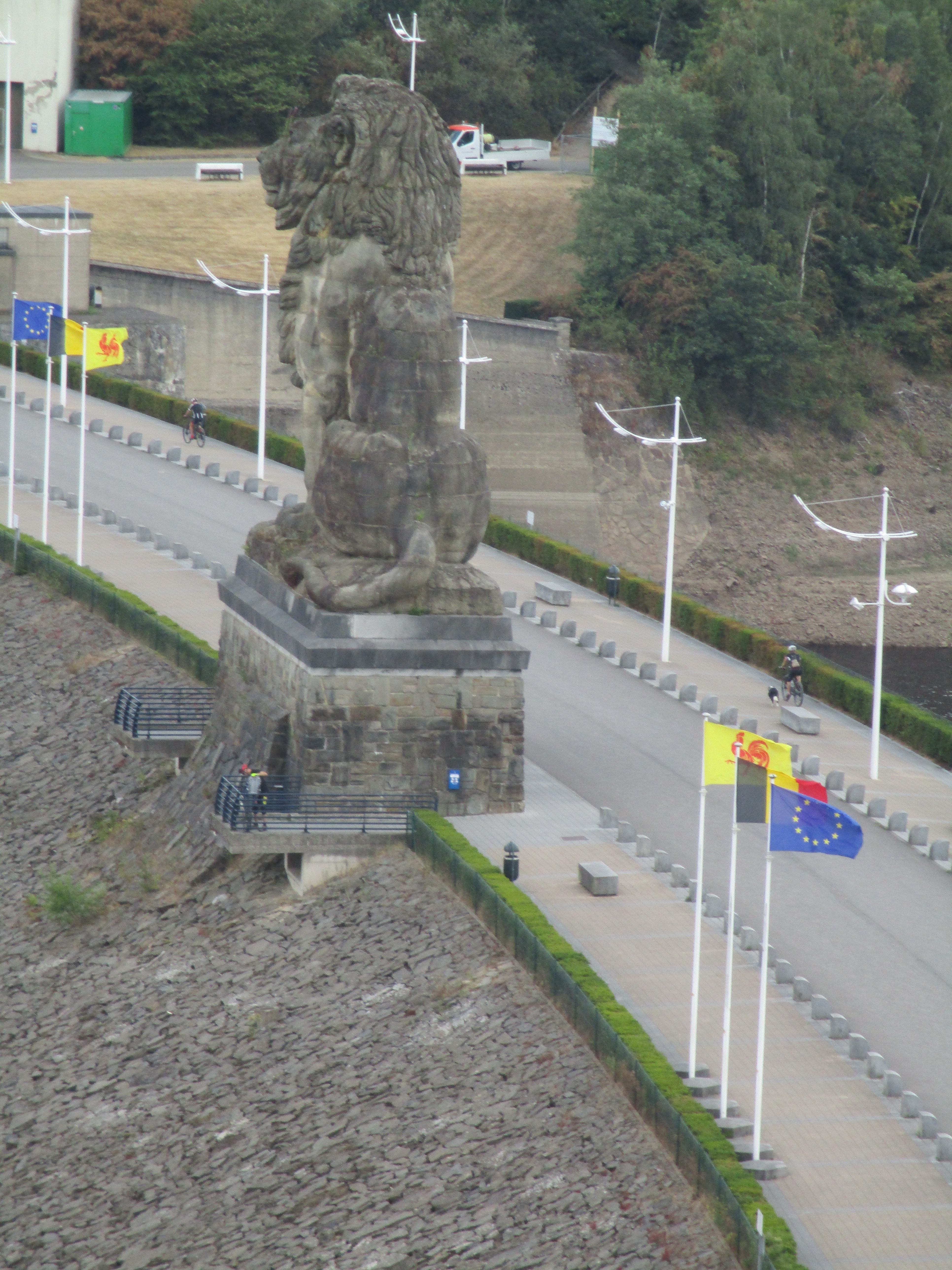
Leeuw van Gileppe
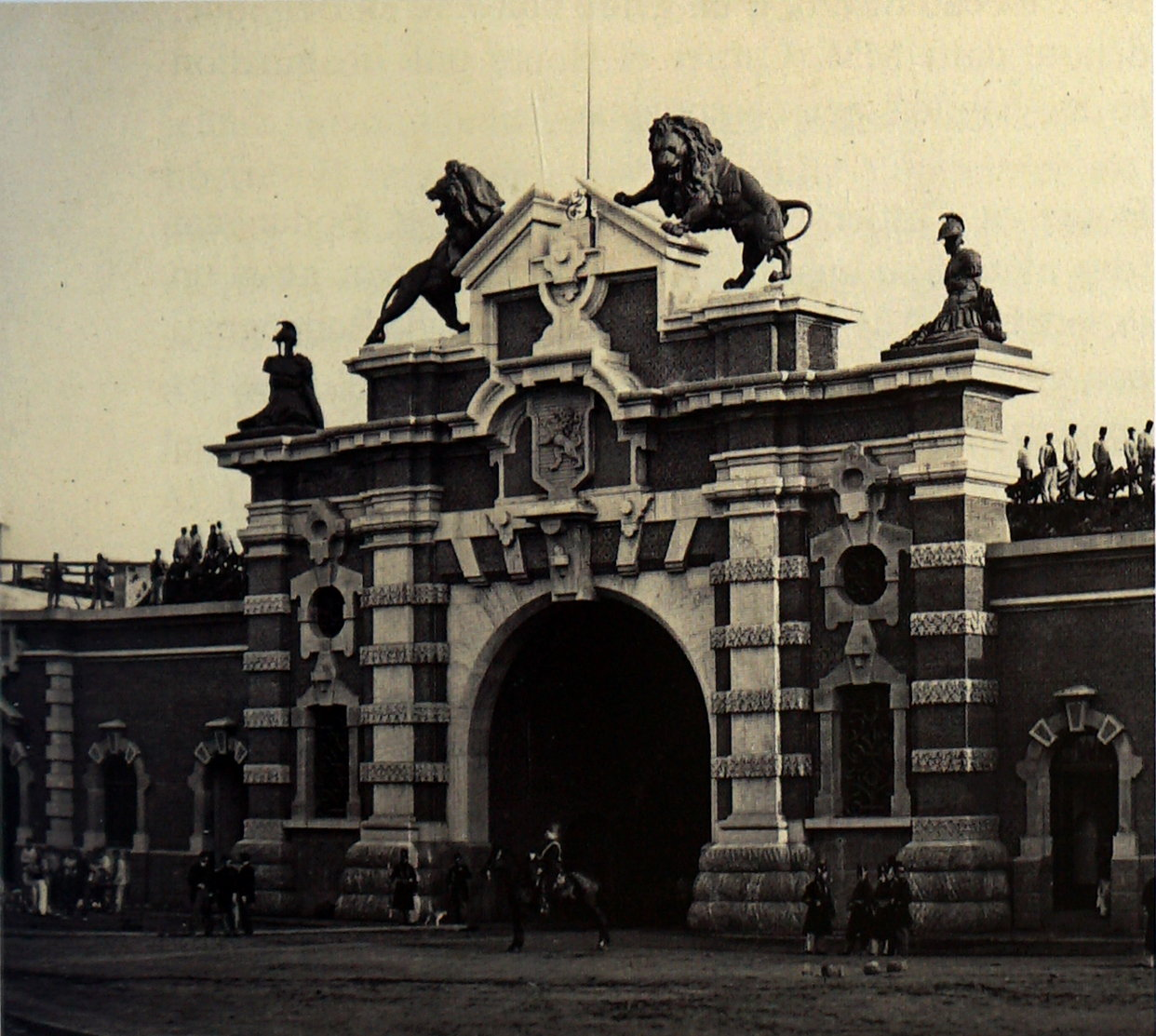
Mechelsepoort
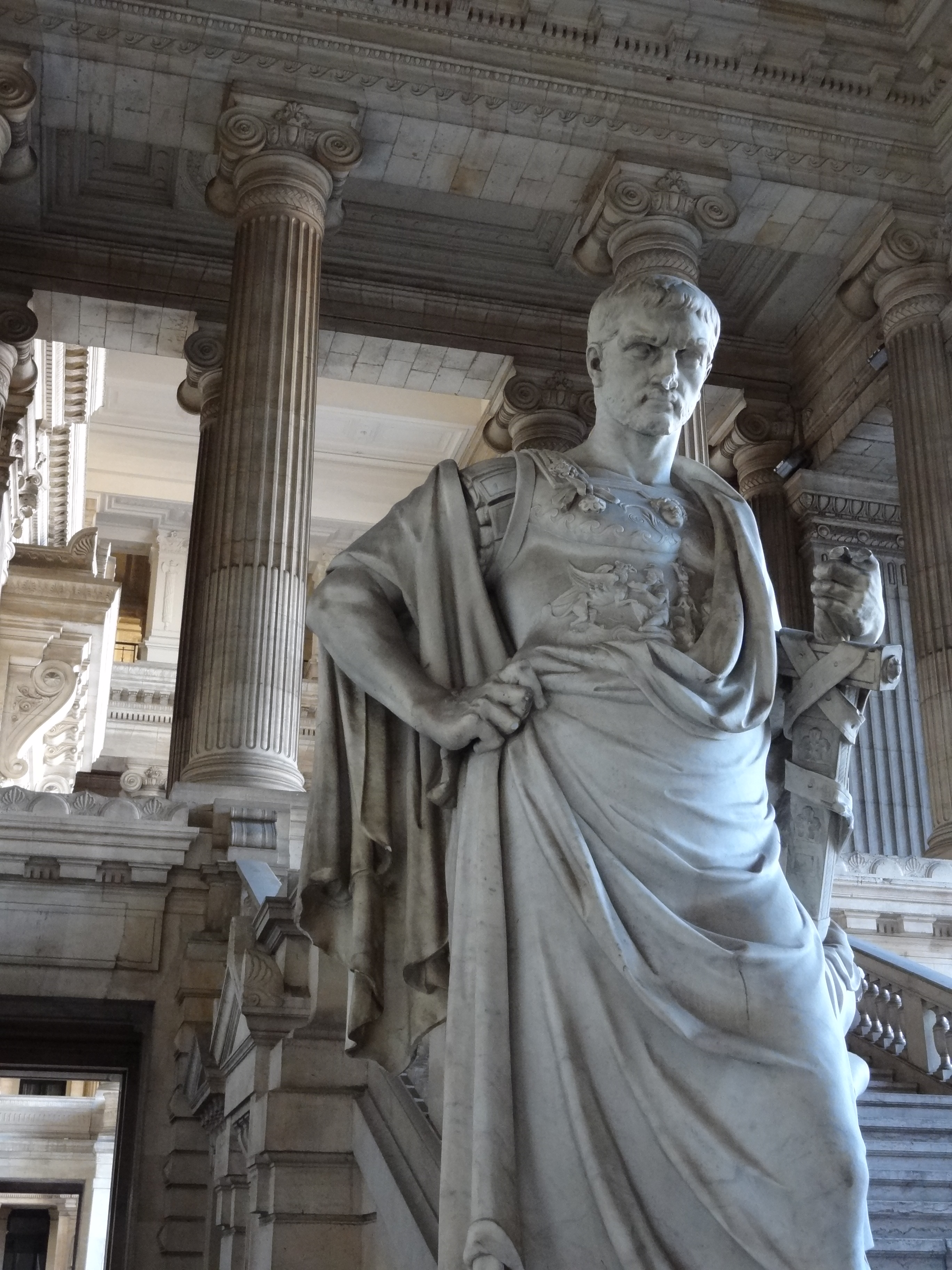
Ulpianus

## Eerbetoon
De gemeente Elsene eerde haar overleden inwoner (zijn huis was in de Mercelisstraat) door de Gezondheidsstraat om te dopen tot Félix Bouréstraat. Omdat er bij de postbedeling verwarring was met een gelijkluidende straatnaam, werd dit nadien ingekort tot Bouréstraat, wat er meteen ook een eerbetoon aan de twee broers van maakte.